# Nodi (Benin)
Nodi è un arrondissement del Benin situato nella città di Matéri (dipartimento di Atakora) con 10 055 abitanti (dato 2006).